# 115477 Brantanica
115477 Brantanica è un asteroide della fascia principale. Scoperto nel 2003, presenta un'orbita caratterizzata da un semiasse maggiore pari a 2,6831123 UA e da un'eccentricità di 0,1074437, inclinata di 7,39706° rispetto all'eclittica.